# Rade Šerbedžija
Rade Šerbedžija (srbsko Раде Шербеџија, izgovorjava [rǎːde ʃerbědʒija]), srbsko-hrvaški igralec, režiser in glasbenik, * 27. julij 1946, Bunić, Jugoslavija.
Šerbedžija je znan po portretih impozantnih likov na obeh straneh zakona. Je eden najbolj prepoznavnih jugoslovanskih igralcev sedemdesetih in osemdesetih let. V tujini je znan predvsem po stranskih vlogah v Hollywoodskih filmskih Harry Potter in Svetinje smrti - 1. del, Možje X: Prvi razred, Svetnik in Misija: nemogoče 2 ter po vlogi sovjetskega generala Dimitrija Gredenka v šesti sezoni serije  24. Nastopil je tudi v slovenskih filmih Sedmina, Rdeče klasje in Hudodelci.
V svoji karieri je prejel številne nagrade in priznanja. Štirikrat je osvojil zlato areno za najboljšega igralca, najvišje priznanje na Hrvaškem. Osvojil je tudi nagrado kritikov za najboljšega igralca za Beneškem filmskem festivalu za vlogo v filmu Pred dežjem. Njegova igra v kanadskem filmu Razsuti delci je bila nominirana za nagradi Genie in Satellite. Leta 2019 ga je IPA nagradila s častno nagrado Mary Pickford za »izjemni umetniški doprinos k zabavni industriji«. Isrega leta je osvojil svojo drugo nagrado Vladimirja Nazorja za življenjsko delo v filmi umetnosti.